# Анцано-ди-Пулья
Анцано-ди-Пулья (итал. Anzano di Puglia) — город в Италии, расположен в регионе Апулия, подчинён административному центру Фоджа (провинция).
Население составляет 2232 человек, плотность населения составляет 203 чел./км². Занимает площадь 11 км². Почтовый индекс — 71020. Телефонный код — 00881.
Покровительницей коммуны почитается Пресвятая Богородица (Madonna di Anzano), празднование в Духов день.